# Camponotus butteli
Camponotus butteli é uma espécie de inseto do gênero Camponotus, pertencente à família Formicidae.